# Lutetiella
Lutetiella is een geslacht van uitgestorven weekdieren uit de klasse van de Gastropoda (slakken).

## Soort
- Lutetiella hartkopfi Kadolsky, 2015 †